# Chiesa dei Santi Nazario e Celso Martiri
La chiesa dei Santi Nazario e Celso Martiri si trova a Pigneto, frazione del comune italiano di Prignano sulla Secchia in provincia di Modena. Appartiene al vicariato della Valle del Secchia nella diocesi di Reggio Emilia-Guastalla. Il primo luogo di culto risale al XIV secolo e venne ricostruito nel XIX secolo.

## Storia

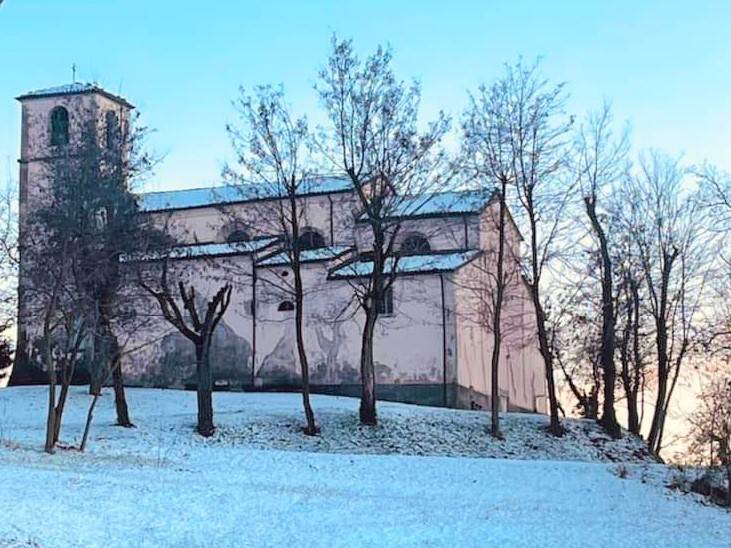
Chiesa dei Santi Nazario e Celso Martiri vista lateralmente da destra con la torre campanaria

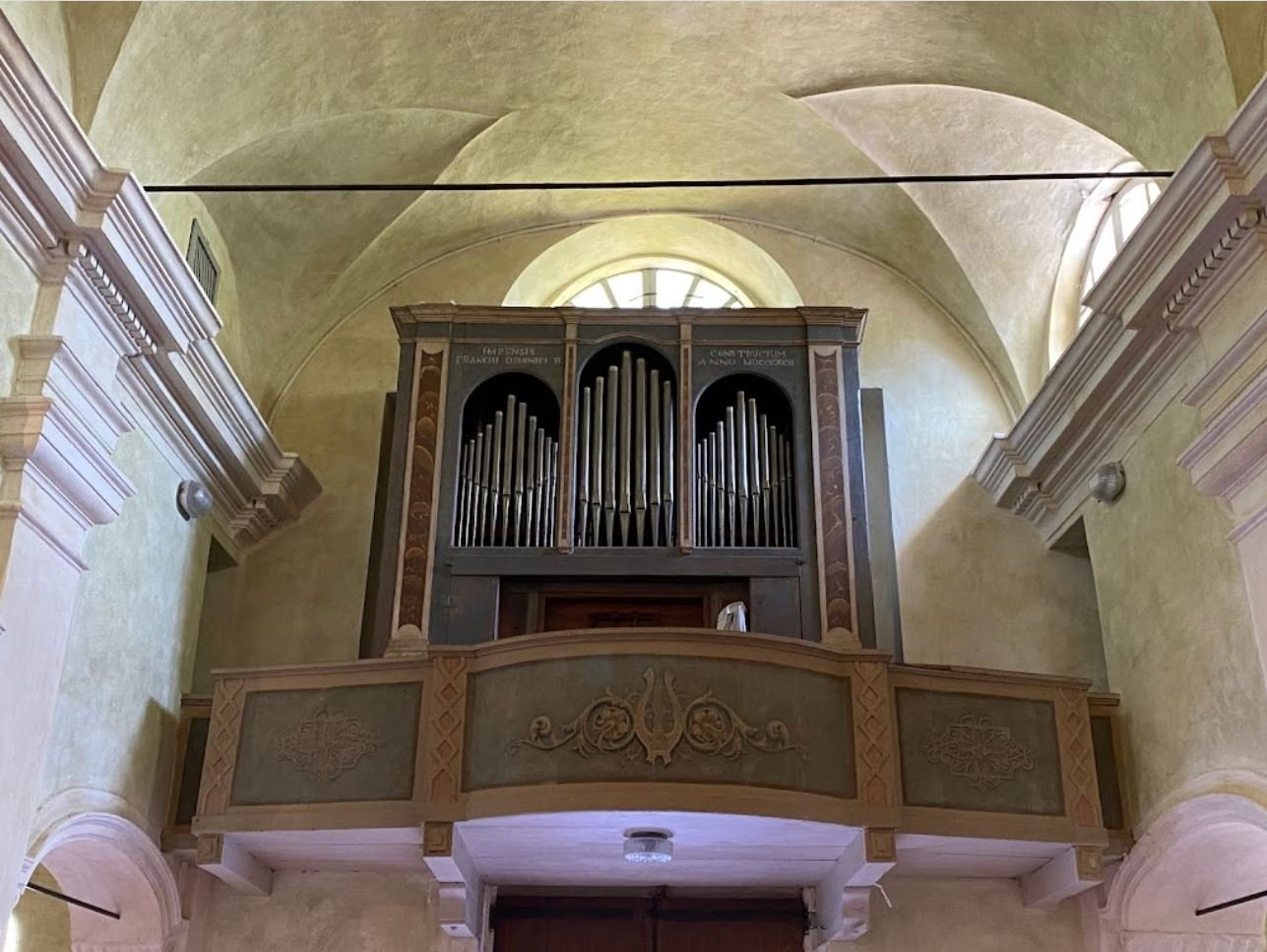
Cantoria con organo a canne nella zona della controfacciata

Le prime notizie sul luogo di culto a Pigneto risalgono al 1318. Attorno al 1543 la chiesa venne citata come sussidiaria della vicina chiesa parrocchiale di Sant'Andrea. Durante la visita pastorale del 1664 il vescovo Marliani la descrive come un edificio nuovo e in buone condizioni, dotata nella navata di due altari laterali e, all'esterno, della torre campanaria e della sagrestia. All'inizio del XVIII secolo la chiesa era ancora con una navata unica e tre altari. Nel 1724 venne aggiunto un altro altare e alla fine del secolo la sala venne notevolmente ampliata con l'aggiunta di due navate laterali e la sagrestia venne rinnovata. Nella seconda metà del XIX secolo venne sistemato il sagrato antistante l'ingresso. Nel 1867 iniziarono i lavori per una nuova sagrestia e nel 1872 si realizzarono lavori all'interno che riguardarono abside e presbiterio. Due anni dopo nella parte della controfacciata venne aperta una finestra sopra l'organo a canne e la copertura del tetto venne parzialmente rifatta. Verso la fine del secolo furono necessari lavori di sistemazione per problemi legati alla struttura portante rivedendo la statica del complesso. La pavimentazione della sala venne rifatta due volte nel XX secolo, all'inizio e negli anni ottanta.

## Descrizione

### Esterni
La chiesa si trova in posizione elevata a breve distanza dalla Secchia a Pigneto, frazione di Prignano sulla Secchia in provincia di Modena. Isolata rispetto all'abitato ha la facciata che non segue un preciso stile architettonico e che in parte è costituita dalla struttura della torre campanaria che si innalza sulla sua destra. Il portale di accesso è architravato e con piccolo frontone triangolare, è sormontato in asse da una finestra a lunetta e da un piccolo rosone che portano luce alla sala. Sempre nella parte bassa si aprono altre due ingressi di minori dimensioni entrambi sormontati da piccole finestre a lunetta. La conclusione superiore è costituita da un frontone triangolare affiancato da profili curvilinei. La torre si alza in posizione avanzata, tozza, e la sua cella si apre con quattro grandi finestre a monofora.

### Interni
La sala è di grandi dimensioni e si divide in tre navate, quella centrale con volta a botte. All'interno vi sono cappelle laterali e la parte absidale ha base quasi quadrata. La parte seminterrata sotto la sala, e che probabilmente era un'antica cripta, ha l'accesso dall'esterno. Non è stato realizzato alcun adeguamento liturgico.